# Bolesław Jaszkiewicz
Bolesław Jaszkiewicz (ur. 18 stycznia 1918 w Ostrowie, zm. 18 maja 1946) – polski żołnierz, kapitan Batalionów Chłopskich.

## Życiorys
Był synem Jana Jaszkiewicza i Jadwigi Michałowskiej. Szkołę podstawową ukończył w rodzinnym Ostrowie, naukę kontynuował w gimnazjum i liceum ogólnokształcącym w Śremie. W roku 1937 otrzymał świadectwo dojrzałości. Służbę wojskową odbył w 68 pułku piechoty w Gnieźnie. Studia rozpoczął w roku 1938 na wydziale rolniczo-leśnym Uniwersytetu Poznańskiego. Naukę przerwał jednak wybuch II wojny światowej. Wraz z braćmi działał w przedwojennym ruchu ludowym – Wielkopolskim Związku Młodzieży Wiejskiej.
W czasie kampanii wrześniowej uczestniczył w bitwie nad Bzurą oraz pod Warszawą, gdzie został ranny w nogę. 24 kwietnia 1940 roku, podczas zebrania na Zwoli, działacze Stronnictwa Ludowego, Wielkopolskiego Związku Młodzieży Wiejskiej i Wielkopolskiego Towarzystwa Kółek Rolniczych uzgodnili utworzenie tajnej ludowej organizacji polityczno-wojskowej. W trakcie zebrania Bolesław Jaszkiewicz został mianowany szefem oddziału II rozpoznania i informacji. 20 maja 1941 roku zawarł związek małżeński z Anną Fabisiak.
W sierpniu 1940 roku Centralne Kierownictwo Ruchu Ludowego powołało Chłopską Straż (kryptonim Chłostra) przemianowaną w 1941 roku na Bataliony Chłopskie. Bolesław Jaszkiewicz, pseudonim Sobczak, brał czynny udział w walce zbrojnej z okupantem niemieckim w szeregach Batalionów Chłopskich, pełniąc funkcję obwodowego komendanta w powiecie śremskim, następnie od 1941 roku jako członek Komendy Okręgu X (poznańskiej), a od 1943 roku jako zastępca komendanta Batalionów Chłopskich na ziemie wcielone do Rzeszy i Pogranicza. 
30 maja 1944 roku rozkazem Komendy Głównej Batalionów Chłopskich nr 5/Pera został awansowany do stopnia kapitana, a za wybitne zasługi na polu walki podziemnej został odznaczony Złotym Krzyżem Zasługi z Mieczami. Na tym stanowisku został aresztowany we wrześniu 1944 roku przez Gestapo i osadzony w obozie w Żabikowie. W nocy z 20 na 21 stycznia 1945 roku został wywieziony do niemieckiego obozu koncentracyjnego w Sachsenhausen.
Według jednej z wersji zaraz po wojnie był widziany przez kolegę w Poznaniu, któremu miał powiedzieć, że wraca do domu, dokąd jednak nigdy nie dotarł. 7 marca 1947 roku decyzją Sądu Grodzkiego w Śremie został uznany za zmarłego. Jako domniemaną datę śmierci przyjęto 18 maja 1946 roku.
Osierocił dwie córki: Jadwigę (2,5 roku) oraz Bożenę (1,5 roku). Żona Anna aż do śmierci w 1993 roku bezskutecznie próbowała wyjaśnić zniknięcie męża.